# Турецкое вторжение на Кипр
Турецкое вторжение на Кипр (греч. Τουρκική εισβολή στην Κύπρο), в Турции используется выражение «Операция по поддержанию мира на Кипре» (тур. Kıbrıs Barış Harekâtı), кодовое наименование Операция «Аттила» (тур. Atilla Harekâtı) — вторжение Вооружённых сил Турции на северную часть территории Кипра, начатое 20 июля 1974 года. Вторжение произошло в последние дни правления режима «чёрных полковников» (военной хунты) в Греции.

## История событий

### Военные действия
В 1964 и 1967 годах уже наблюдались вспышки межэтнических конфликтов между турками-киприотами и греками-киприотами. Обстановка на острове оставалась достаточно напряжённой.
В ночь на 21 апреля 1967 года греческие войска и бронетанковая техника вторглись в Афины под руководством генерала Стилианаса Партакаса. Военные остановили действие 11 статей греческой конституции, касающихся гражданских свобод и отмены смертной казни по политмотивам. В течение ночи было арестовано 10000 деятелей левых, депутатов парламента и активистов профсоюзов. Так началось правление «Чёрных полковников», и государственный строй Греции начал приобретать фашистский характер.
15 июля 1974 года на Кипре произошёл военный переворот — против президента архиепископа Макариоса выступила Кипрская национальная гвардия, и Макариосу пришлось бежать в Лондон. Контроль над островом перешёл к группе радикалов, возглавляемых Никосом Сампсоном ― представителем греческой подпольной организации ЭОКА-Б, декларировавшей своей целью присоединение Кипра к Греции (энозис), известной своим экстремизмом и антитурецкой активностью в прошлом. 
Несмотря на заверения нового руководства в лояльности по отношению к турецкому населению острова, под предлогом восстановления конституционного порядка на острове, 20 июля 1974 года Турция отправила на остров свою армию (на начальном этапе 10 тыс. солдат, впоследствии до 40 тысяч), в результате чего произошла Битва на пляже Пентемили.
21 июля в результате работы кипрской разведки было спровоцировано крупномасштабное сражение между турецким флотом и турецкой же авиацией. В ходе битвы почти вся морская ударная группа была разбита, потери также понесла и воздушная ударная группа.
22 июля в результате воздушного боя[с кем?] Турция потеряла один истребитель. В ходе сражения за никосийский аэропорт турецкие войска потеряли пять танков M47 Patton, греки-киприоты ― несколько бронетранспортёров и два пассажирских самолёта HS-121, уничтоженных на взлётной линии.
23 июля активные боевые действия были завершены. В этот день три артиллерийских позиции греков-киприотов были расстреляны турецкими войсками, после того как они приняли перемирие. Возле аэропорта Никосии греки-киприоты сожгли два турецких танка M47. Авиация США перехватывала греческие самолёты, которые летели в сторону конфликта. В то же время конгресс США, после турецкой операции, наложил запрет на поставку вооружения в Турцию.
Столкновения продолжились вплоть до конца августа. 1 августа турецкий танк M47 был уничтожен возле Караваса выстрелом ПТРК «Шмель». 2—6 августа турецкая армия в засадах потеряла ещё четыре танка M47 и два БТР M113.
14 августа Турция начала масштабное наступление на Фамагусту силами 80 танков. 15—16 августа в ходе боёв греки-киприоты бросили три танка Т-34-85 и несколько орудий Six-pounder, турецкие войска лишились девяти танков «Паттон». Туркам удалось подойти к Скиллуре. В ходе танковой битвы под Скиллурой один греческий танк остановил наступление двух рот турецких танков. Греки-киприоты с огромным успехом использовали трофейный «Паттон» и «тридцатьчетвёрки», при этом пришлось использовать смекалку, чтобы противостоять турецким танкам, имеющим десятикратное численное преимущество. Турки начали наступление с плацдарма в Кирении по дороге на Никосию и далее на Фамагусту. К 16 августа турецкие войска вышли на предполагаемую ранее турецким правительством линию раздела Кипра (линия «Атилла»).
Турция обосновала свои действия Договором о гарантиях независимости Кипра 1960 года, согласно которому гарантами независимости выступали Греция, Турция и Великобритания.
Остров Кипр в результате оказался разделённым на Север, контролируемый турками-киприотами (а, в действительности, — Турцией, позже Турецкой Республикой Северного Кипра), и Юг, контролируемый греками-киприотами (Республикой Кипр).

### Потери вооружённых сил
- Греки-киприоты: 309 погибло, 909 пропало без вести, 1141 ранен. 12 танков, 7 БТР, 46 орудий[5] (в основном разбиты авиацией и брошены).
- Греция: 88 погибло, 83 пропало без вести, 148 ранено. 4 самолёта сбито или списано.
- Турки-киприоты: 70 погибло, ? пропало без вести, ? ранено.
- Турция: 498 погибло, 1200 ранено. 26 танков, 4 БТР, 24 орудия (в основном от огня танков и орудий). 1 эсминец. 14 самолётов и вертолётов сбито и разбилось.

## Последствия
Высадка и этническая чистка, произведённая турецкими войсками, привели к де-факто разделу острова на две части, населённые турками и греками соответственно. Турецкие войска выгнали греческих жителей из своих домов и разворовали их. Вдобавок, вторжение привело к реставрации правительства Макариоса. Хотя турки воспользовались именно отстранением Макариоса для своей интервенции, после высадки они перестали признавать его президентом Кипра.
Линию, разделяющую остров на два сектора, охраняет контингент Вооружённых сил ООН по поддержанию мира на Кипре (ВСООНК, англ. UNICYP). Осенью 2004 года Генеральный секретарь ООН Кофи Аннан рекомендовал Совету Безопасности продлить мандат этих сил, но сократить на треть численность их военного компонента — с 1230 до 860, укрепив при этом политический и гражданский компоненты миссии. В отличие от других зон длительного пребывания миротворцев ООН, таких как Кашмир или Синайский полуостров, вдоль линии разграничения на Кипре в течение всего периода присутствия миссии почти не наблюдаются боевые контакты между сторонами конфликта.
Практически единственным инцидентом в зоне разграничения стала попытка греческого активиста Соломоса Солому демонстративно сорвать турецкий флаг, датированная 1996 годом, за что он был убит. В этот день кроме Соломоса турками было убито 12 человек, из них 2 солдата ООН.
В 1983 году турецкий сектор провозгласил себя Турецкой Республикой Северного Кипра, однако это государство признала только Турция. Согласно международному праву, Республика Кипр сохраняет суверенитет над всей территорией, входившей в её состав до 1974 года. Республика Кипр вошла в Европейский союз в 2004 году, и ЕС также признаёт её суверенитет над всей территорией, считая, что север острова является «временно оккупированной территорией Республики Кипр».
Переговоры об объединении острова идут с момента высадки турецких войск на Кипре, но без видимых результатов. Последнее предложение по решению проблемы было провалено на референдуме, который прошёл на острове под эгидой ООН 26 апреля 2004 года. Против этого проголосовали 75 % греков-киприотов, считая, что план предусматривает не объединение острова, а признание результатов интервенции и оккупации. В отличие от турок-киприотов, большинство из которых поддержали план, подготовленный британской дипломатией и получивший имя Генерального секретаря ООН Кофи Аннана, причём, в референдуме участвовали не только турки-киприоты, но и переехавшие на Кипр переселенцы из Турции. По мнению властей Республики Кипр, число последних уже превышает численность турок-киприотов в три раза.
Определённые надежды на прогресс в области переговоров связывались с победой на президентских выборах 2008 года Димитриса Христофиаса, сторонника активизации усилий по достижению компромисса.
В 2004 году Кипр вступил в Евросоюз. Фактически членом ЕС является лишь греческая часть острова. После вступления отмечена массовая подача этническими турками документов на оформление кипрских паспортов.
Ночью с 8 на 9 марта 2007 года, неожиданно для всего мирового сообщества, небольшая часть стены, разделявшая две части кипрской столицы Никосии на греческую и турецкую части, была демонтирована.
Проблема Кипра является главной причиной, по которой Турцию до сих пор не приняли в Европейский союз, так как он требует от Турции отказа от Северного Кипра.

## Разбирательства в Европейском суде по правам человека
После неоднократных обращений греков-киприотов за защитой своих прав, нарушенных в результате турецкой оккупации северной части острова, Европейский суд по правам человека (ЕСПЧ) признал Турцию ответственной за нарушения прав киприотов, вынужденных покинуть свои дома и земли на севере Кипра (дело Лоизиду против Турции 1996 года). В 2009 году ЕСПЧ обязал Турцию выплатить 13 млн евро в качестве компенсации за нарушения права собственности греков-киприотов на территории Северного Кипра.
12 мая 2014 года Большая палата ЕСПЧ в Страсбурге вынесла решение о взыскании с Турции в пользу Республики Кипр компенсации в размере 90 миллионов евро за нарушение Европейской конвенции по правам человека на территории Северного Кипра начиная с 1974 года, из которых 30 миллионов должны получить в качестве компенсации морального вреда родственники пропавших греков-киприотов, а 60 миллионов — пострадавшие греки-киприоты с полуострова Карпас. На следующий день Турция официально отказалась исполнять это решение Европейского суда. «Мы не станем платить эту сумму стране, которую мы не признаём» — заявил министр иностранных дел Турецкой Республики Ахмет Давутоглу.

## В массовой культуре
- Документальный фильм «Аттила '74[англ.]» (англ. Attilas '74) (1974) — реж. Михалис Какояннис